# Giuseppe Di Grande
Giuseppe Di Grande (né le 7 septembre 1973 à Syracuse, en Sicile) est un coureur cycliste italien.

## Biographie
Vainqueur en 1995 du Baby Giro, Giuseppe Di Grande intègre l'équipe Mapei-GB en tant que stagiaire en fin de saison, puis en tant que coureur professionnel en 1996. En 1997, il remporte ses premières victoires professionnelles, qui s'avèreront les seules de sa carrière. Vainqueur d'étape sur le Tour d'Italie, il termine septième du classement général. En 1998, il finit neuvième du Tour de France, avec notamment une cinquième place lors de l'étape de Luchon.
Il ne confirme pas ces performances durant les années suivantes.
En 2001, il fait partie des coureurs pris en possession de produits dopants lors du « blitz » du Tour d'Italie, après avoir sauté par la fenêtre de son hôtel pour tenter d'échapper aux carabinieri. Il est suspendu six mois dès 2001. En octobre 2005, il est condamné pour ces mêmes faits à six mois d'emprisonnement. Il fait son retour à la compétition en 2002 au Tour de Suisse, où il est deuxième du prologue à cinq secondes du vainqueur Alex Zülle, et huitième du classement final. Son équipe Index Alexia fait cependant face à des problèmes financiers, ne paie plus ses coureurs et disparaît en fin de saison.
En 2003, sans contrat professionnel, il court au niveau amateur avant de revenir en 2004 dans l'équipe Formaggi Pinzolo Fiavè. 
Après deux saisons dans l'équipe polonaise Miche, il est à nouveau sans contrat en 2008.

## Palmarès

### Palmarès amateur
- 1995
  - Grand Prix de la ville d'Empoli
  - Baby Giro :
    - Classement général
    - 11e étape

  - Gran Premio Industria del Cuoio e delle Pelli

### Palmarès professionnel
- 1997
  - 5e et 7e étapes de la Semaine bergamasque
  - 1re étape du Tour de Romandie
  - 12e étape du Tour d'Italie
  - 3e de la Semaine bergamasque
  - 7e du Tour d'Italie
- 1998
  - 2e des Trois vallées varésines
  - 9e du Tour de France
  - 10e de la Classique de Saint-Sébastien
- 2000
  - 3e de la Semaine catalane
- 2002
  - 8e du Tour de Suisse
- 2006
  - 3e du Tour d'Émilie

## Résultats sur les grands tours

### Tour de France
1 participation
- 1998 : 9e

### Tour d'Espagne
3 participations
- 1998 : abandon
- 2000 : abandon (11e étape)
- 2002 : abandon (15e étape)

### Tour d'Italie
5 participations
- 1996 : 26e
- 1997 : 7e, vainqueur de la 12e étape
- 1999 : 17e
- 2001 : non-partant (20e étape)
- 2004 : 20e